# Play Live
《PLAY LIVE》是香港歌手周國賢的第十一張專輯，同時亦為第二張現場會錄音專輯，演唱會雙CD，於2017年9月15日發行。專輯收錄了周國賢於2016年9月25日舉行的《Endy Chow Play Live 2016》演唱會以Play為主題，演繹一系列為其他歌手作的歌曲及自己的歌曲。

## 曲目
CD1
1. 張氏情歌
2. 夠鐘
3. 愛比死更冷
4. 消化不良
5. 大人的科學
6. 世界小姐
7. 吻所有女孩
8. True Romance
9. 塞車
10. 起跑
11. 推銷員之死
12. 眼淚教我的事
13. 背後
14. 今生不回家
15. Children Song

CD2
1. 天馬行空
2. 赤城千葉
3. 相好
4. 目黑
5. 地下街
6. 時空

## 派台歌曲成績
| 歌曲       | 最高位置    | 最高位置       | 最高位置   | 最高位置 |
| 歌曲       | 903專業推介 | 中文歌曲龍虎榜 | 勁爆本地榜 | 勁歌金榜 |
| ---------- | ----------- | -------------- | ---------- | -------- |
| 推銷員之死 | -           | -              | -          | -        |